# 53. ceremonia wręczenia nagród David di Donatello
53. ceremonia wręczenia włoskich nagród filmowych David di Donatello odbyła się 18 kwietnia 2008 roku. 20 marca tego samego roku ogłoszone zostały nominacje do nagród.

## Laureaci
Laureaci nagród wyróżnieni są wytłuszczeniem

### Najlepszy film
- Dziewczyna z jeziora (tytuł oryg. La ragazza del lago, reż. Andrea Molaioli)
- Cichy chaos (tytuł oryg. Caos calmo, reż. Antonello Grimaldi)
- Pochmurne dni (tytuł oryg. Giorni e nuvole, reż. Silvio Soldini)
- Odpowiedni dystans (reż. Carlo Mazzacurati)
- Kręcący się wiatr (reż. Giorgio Diritti)

### Najlepszy reżyser
- Andrea Molaioli – Dziewczyna z jeziora (tytuł oryg. La ragazza del lago)
- Cristina Comencini – Bianco e nero
- Antonello Grimaldi – Cichy chaos (tytuł oryg. Caos calmo)
- Carlo Mazzacurati – Odpowiedni dystans
- Silvio Soldini – Pochmurne dni (tytuł oryg. Giorni e nuvole)

### Najlepszy debiut reżyserski
- Andrea Molaioli – Dziewczyna z jeziora (tytuł oryg. La ragazza del lago)
- Fabrizio Bentivoglio – Lascia perdere, Johnny!
- Giorgio Diritti – Kręcący się wiatr
- Marco Martani – Cemento armato
- Silvio Muccino – Parlami d’amore

### Najlepszy scenariusz
- Sandro Petraglia − Dziewczyna z jeziora
- Nanni Moretti, Laura Paolucci i Francesco Piccolo − Cichy chaos
- Doriana Leondeff, Francesco Piccolo, Federica Pontremoli i Silvio Soldini − Pochmurne dni
- Doriana Leondeff, Carlo Mazzacurati, Marco Pettenello i Claudio Piersanti  − Odpowiedni dystans
- Giorgio Diritti i Fredo Valla − Kręcący się wiatr

### Najlepszy producent
- Nicola Giuliano i Francesca Cima − Dziewczyna z jeziora
- Domenico Procacci  − Cichy chaos
- Lionello Cerri − Pochmurne dni
- Andrea Occhipinti i Gianluca Arcopinto − Sonetàula
- Simone Bachini, Mario Chemello i Giorgio Diritti − Kręcący się wiatr

### Najlepsza aktorka
- Margherita Buy – Pochmurne dni (tytuł oryg. Giorni e nuvole)
- Anna Bonaiuto – Dziewczyna z jeziora (tytuł oryg. La ragazza del lago)
- Antonia Liskova – Przytul mnie (tytuł oryg. Riparo)
- Valentina Lodovini – Odpowiedni dystans
- Valeria Solarino – Panna F. (tytuł oryg. Signorina Effe)

### Najlepszy aktor
- Toni Servillo – Dziewczyna z jeziora (tytuł oryg. La ragazza del lago)
- Antonio Albanese – Pochmurne dni (tytuł oryg. Giorni e nuvole)
- Lando Buzzanca – Wicekrólowie (tytuł oryg. I Vicerè)
- Nanni Moretti – Cichy chaos (tytuł oryg. Caos calmo)
- Kim Rossi Stuart – Piano, solo

### Najlepsza aktorka drugoplanowa
- Alba Rohrwacher – Pochmurne dni (tytuł oryg. Giorni e nuvole)
- Paola Cortellesi – Piano, solo
- Carolina Crescentini – Parlami d’amore
- Isabella Ferrari – Cichy chaos (tytuł oryg. Caos calmo)
- Valeria Golino – Cichy chaos (tytuł oryg. Caos calmo)
- Sabrina Impacciatore – Panna F. (tytuł oryg. Signorina Effe)

### Najlepszy aktor drugoplanowy
- Alessandro Gassman – Cichy chaos (tytuł oryg. Caos calmo)
- Giuseppe Battiston – Pochmurne dni (tytuł oryg. Giorni e nuvole)
- Fabrizio Gifuni – Dziewczyna z jeziora (tytuł oryg. La ragazza del lago)
- Ahmed Hafiene – Odpowiedni dystans
- Umberto Orsini – Il mattino ha l'oro in bocca

### Najlepsze zdjęcia
- Ramiro Civita – Dziewczyna z jeziora (tytuł oryg. La ragazza del lago)
- Luca Bigazzi – Odpowiedni dystans
- Maurizio Calvesi – Wicekrólowie (tytuł oryg. I Vicerè)
- Arnaldo Catinari – Parlami d’amore
- Alessandro Pesci – Cichy chaos (tytuł oryg. Caos calmo)

### Najlepsza muzyka
- Paolo Buonvino – Cichy chaos (tytuł oryg. Caos calmo)
- Lele Marchitelli – Piano, solo
- Fausto Mesolella – Lascia perdere, Johnny!
- Teho Teardo – Dziewczyna z jeziora (tytuł oryg. La ragazza del lago)
- Giovanni Venosta – Pochmurne dni (tytuł oryg. Giorni e nuvole)

### Najlepsza piosenka
- L'amore trasparente, autorstwa Ivano Fossati − Cichy chaos
- Senza fiato, autorstwa Paolo Buonvino − Cemento armato
- Amore fermati, autorstwa (Gorni, Zapponi, Terzoli) − Lascia perdere, Johnny!
- L'arrivo a Milano, autorstwa Pino Donaggio − Milano-Palermo: il ritorno
- Tear Down These Houses, autorstwa Skin, Andrea Guerra − Parlami d’amore
- La rabbia, autorstwa Luis Bacalov − La rabbia

### Najlepsza scenografia
- Francesco Frigeri – Wicekrólowie (tytuł oryg. I Vicerè)
- Paola Bizzarri – Pochmurne dni (tytuł oryg. Giorni e nuvole)
- Giada Calabria – Cichy chaos (tytuł oryg. Caos calmo)
- Alessandra Mura – Dziewczyna z jeziora (tytuł oryg. La ragazza del lago)
- Tonino Zera – Hotel Meina

### Najlepsze kostiumy
- Milena Canonero – Wicekrólowie (tytuł oryg. I Vicerè)
- Ortensia De Francesco – Lascia perdere, Johnny!
- Catia Dottori – Hotel Meina
- Maurizio Millenotti – Parlami d’amore
- Silvia Nebiolo i Patrizia Mazzon – Pochmurne dni (tytuł oryg. Giorni e nuvole)
- Alessandra Toesca – Cichy chaos (tytuł oryg. Caos calmo)

### Najlepsza charakteryzacja
- Gino Tamagnini – Wicekrólowie (tytuł oryg. I Vicerè)
- Martinas Cossu – Come tu mi vuoi
- Gianfranco Mecacci – Cichy chaos (tytuł oryg. Caos calmo)
- Fernanda Perez – Dziewczyna z jeziora (tytuł oryg. La ragazza del lago)
- Esmé Sciaroni – Pochmurne dni (tytuł oryg. Giorni e nuvole)

### Najlepsze fryzury
- Maria Teresa Corridoni – Wicekrólowie (tytuł oryg. I Vicerè)
- Aldina Governatori – Pochmurne dni (tytuł oryg. Giorni e nuvole)
- Giorgio Gregorini – Wybacz, ale będę ci mówiła skarbie (tytuł oryg. Scusa ma ti chiamo amore)
- Ferdinando Merolla – Hotel Meina
- Sharim Sabatini – Cichy chaos (tytuł oryg. Caos calmo)

### Najlepszy montaż
- Giogiò Franchini – Dziewczyna z jeziora (tytuł oryg. La ragazza del lago)
- Paolo Cottignola – Odpowiedni dystans
- Carlotta Cristiani – Pochmurne dni (tytuł oryg. Giorni e nuvole)
- Eduardo Crespo i Giorgio Diritti – Kręcący się wiatr (tytuł oryg. Il vento fa il suo giro)
- Angelo Nicolini – Cichy chaos (tytuł oryg. Caos calmo)

### Najlepszy dźwięk
- Alessandro Zanon – Dziewczyna z jeziora (tytuł oryg. La ragazza del lago)
- Gaetano Carito – Cichy chaos (tytuł oryg. Caos calmo)
- François Musy – Pochmurne dni (tytuł oryg. Giorni e nuvole)
- Bruno Pupparo – Bianco e nero
- Remo Ugolinelli – Odpowiedni dystans

### Najlepsze efekty specjalne
- Paola Trisoglio i Stefano Marinoni − Dziewczyna z jeziora (tytuł oryg. La ragazza de; lago)
- Proxima − Cichy chaos (tytuł oryg. Caos calmo)
- Marbea − Cemento armato
- Lee Wilson − Matka łez (tytuł oryg. La terza madre)
- Corrado Virgilio i Vincenzo Nisco − Klub Winx – tajemnica zaginionego królestwa (tytuł oryg. Winx Club – Il segreto del Regno Perduto)

### Najlepszy film dokumentalny
- Madri, reż. Barbara Cupisti
- Centravanti nato, reż. Gianclaudio Guiducci
- La minaccia, reż. Silvia Luzi i Luca Bellino
- Il passaggio della linea, reż. Pietro Marcello
- My też chcemy róż, reż. Alina Marazzi

### Najlepszy film krótkometrażowy
- Uova, reż. Alessandro Celli
- Adil & Yusuf, reż. Claudio Noce
- Il bambino di Carla, reż. Emanuela Rossi
- Ora che Marlene, reż. Giovanna Nazarena Silvestri
- Tramondo, reż. Giacomo Agnetti i Davide Bazzali

### Najlepszy film Unii Europejskiej
- Irina Palm (reż. Sam Garbarski)
- 4 miesiące, 3 tygodnie i 2 dni (tytuł oryg. 4 luni, 3 săptămâni și 2 zile, reż. Cristian Mungiu)
- Tajemnica ziarna (tytuł oryg. La Graine et le Mulet, reż. Abdellatif Kechiche)
- Elizabeth: Złoty wiek (tytuł oryg. Elizabeth: The Golden Age, reż. Shekhar Kapur)
- Motyl i skafander (tytuł oryg. Le scaphandre et le papillon, reż. Julian Schnabel)

### Najlepszy film spoza Unii Europejskiej
- To nie jest kraj dla starych ludzi (tytuł oryg. No Country for Old Men, reż. Joel i Ethan Coenowie)
- Across the Universe (reż. Julie Taymor)
- Wszystko za życie (tytuł oryg. Into the Wild, reż. Sean Penn)
- W dolinie Elah (tytuł oryg. In the Valley of Elah, reż. Paul Haggis)
- Aż poleje się krew (tytuł oryg. There Will Be Blood, reż. Paul Thomas Anderson)

### Nagroda David Giovani
- Parlami d’amore – (reż. Silvio Muccino)
- La giusta distanza – (reż. Carlo Mazzacurati)
- Czekoladowe lekcje – (tytuł oryg. Lezioni di cioccolato, reż. Claudio Cupellini)
- Piano, solo – (reż. Riccardo Milani)
- Wicekrólowie – (tytuł oryg. I Vicerè, reż. Roberto Faenza)

### Nagroda specjalna
- Carlo Verdone, reżyser i aktor
- Luigi Magni, reżyser
- Gabriele Muccino, reżyser i aktor